# Walkeriana floriger
Walkeriana floriger är en insektsart som först beskrevs av Walker 1858.  Walkeriana floriger ingår i släktet Walkeriana och familjen pärlsköldlöss.
Artens utbredningsområde är Sri Lanka. Inga underarter finns listade i Catalogue of Life.